# Буве
54°26′ пд. ш. 3°24′ сх. д. / 54.433° пд. ш. 3.400° сх. д.
Острів Буве́ (норв. Bouvetøya, англ. Bouvet Island) — ненаселений субантарктичний вулканічний острів на півдні Атлантичного океану, на південний захід від мису Доброї Надії (Південна Африка).
Острів є володінням Норвегії і не підпадає під дію Антарктичного договору, тому що він розташований за межами 60° південної широти.

## Географія
Площа острова 58,5 км², 93 % його поверхні покрито льодовиком, який повністю блокує південне і східне узбережжя. Острів має приблизно круглу форму, берегова лінія дуже рівна, бухт немає (лише якірні стоянки неподалік від берега), що дуже ускладнює висадку. Льодовики створюють товстий шар льоду, який, зламуючись, падає великими брилами з прибережних скель в море чи на вузьку смугу пляжу з чорного вулканічного піску. Найвища точка — гора Олавтоппен (Olavtoppen) в північній частині острова висотою 780 м над рівнем моря. На лавових полях західної частини острова, які з'явилися між 1955 і 1958 роками, гніздяться птахи.
Острів Буве — найвіддаленіший ненаселений острів. Найближча точка континенту — ненаселена Земля Королеви Мод в Антарктиді — лежить звідси за 1600 км на південь, найближча населена земля — мис Доброї Надії в Південній Африці — за 2400 км на північний схід.

## Природа та клімат
Клімат острова дуже холодний, середньорічна температура дорівнює −1,5°C. Лише влітку температура може підніматися дещо вище нуля. Через надзвичайно низькі температури і пов'язаний з ними брак рідкої води на острові ростуть лише деякі мохи та лишайники. Фауна острова обмежується тюленями, морськими слонами, пінгвінами і морськими птахами.

## Історія

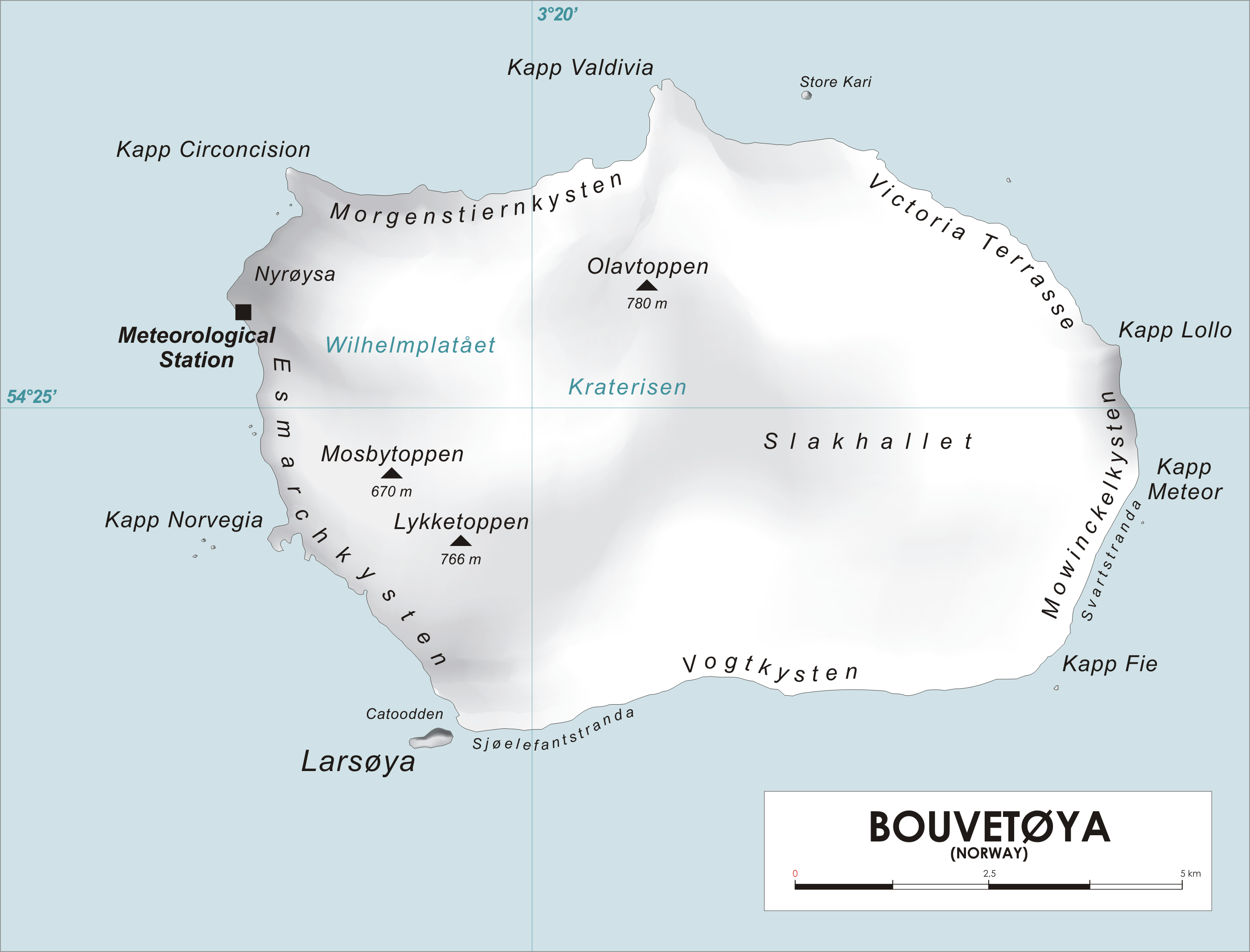
Карта острова Буве

Острів відкрив 1 січня 1739 року Жан-Батіст Шарль Буве де Лозьє, який командував двома французькими кораблями «Егль» і «Марі». Впевнений, що знайшов північний виступ Невідомої Південної землі — гіпотетичного на той час південного континенту, він назвав свою знахідку «мис Обрізання Господнього» по назві церковного свята, що відзначалося в день відкриття. Однак координати острова були виміряні неточно, до того ж через погану погоду Буве не вдалося ні висадитися на острові, ні спробувати обійти довкола знахідки, і тому залишилось не доведеним, що саме він відкрив — острів, чи виступ південного континенту.
В 1772 році під час своєї другої навколосвітньої подорожі на кораблі «Резольюшн» Джеймс Кук, маючи досконаліші прилади для виміряння координат, протягом трьох тижнів марно розшукував острів, відкритий Буве. Кук висловив сумнів в його існуванні, припустивши, що Буве зустрівся з велетенським айсбергом, який за поганих погодних умов дуже легко прийняти за укриту льодовиками землю. Під час своєї останньої подорожі в 1775 році він також розшукував острів, і також марно.
Наступного разу до острова 6 жовтня 1808 року потрапили китобої Джеймс Ліндсей і Томас Хопер на суднах «Свон» і «Оттер». Пакові льоди та погана погода не дали їм висадитися, але цього разу координати острова були визначені точно. Довгота острова відрізнялася від повідомленої Буве, і тому острів було названо, на ім'я Ліндсея.
Першу успішну висадку на острові здійснив в грудні 1822 року Бенджамін Морель, капітан судна «Уосп», з метою полювання на тюленів. Полювання було вдалим, і моряки здобули декілька шкур.

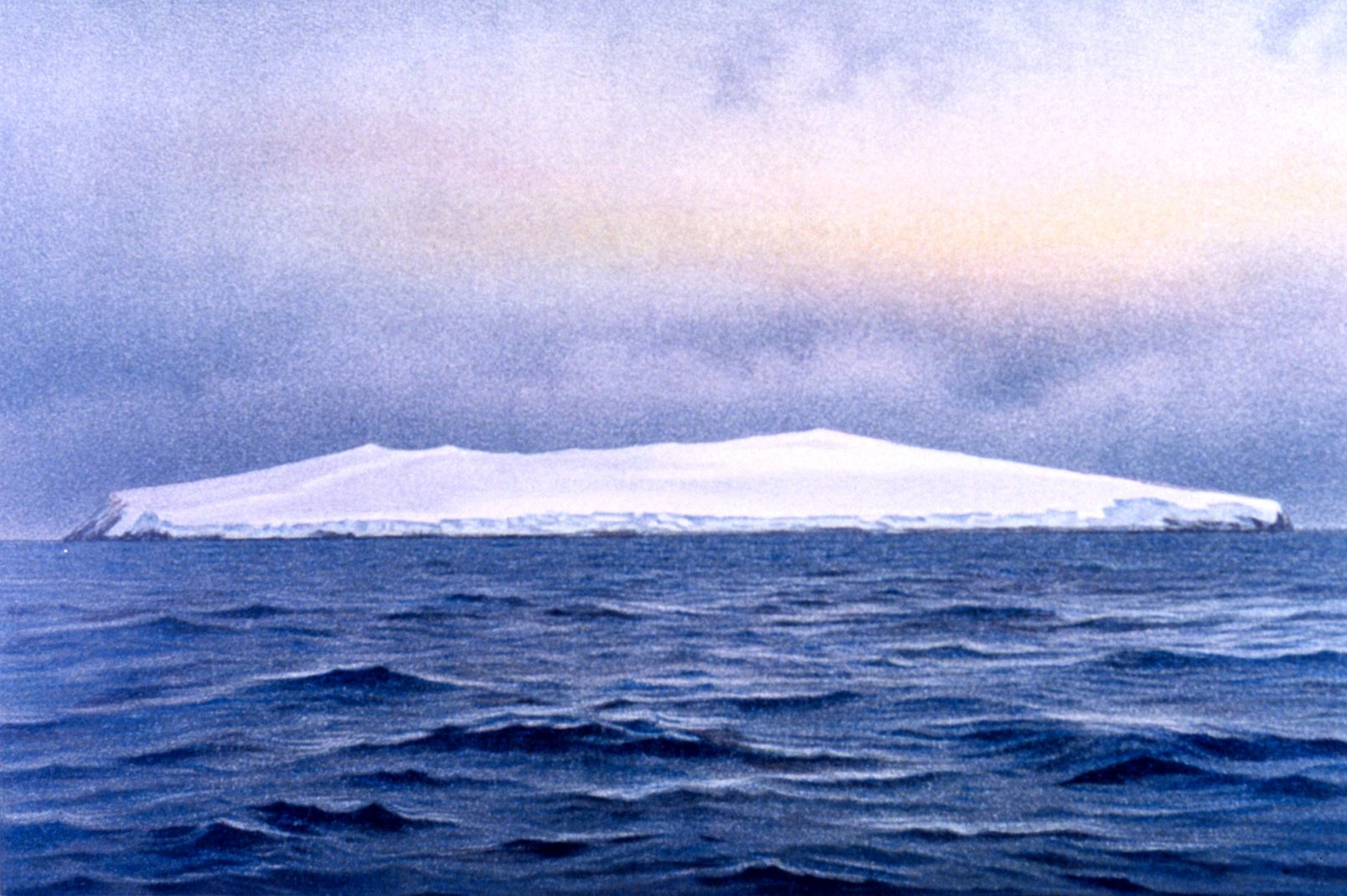
Південно-східне узбережжя острова Буве

10 грудня 1825 року капітан Норріс, який командував двома китобоями «Спрайтлі» і «Лівелі», висадився на острові під 54° південної широти, який був схожий з описаним Буве, назвав його Ліверпул і проголосив володінням британської корони. Однак він повідомив також про відкриття іншого острова, на ймення Томпсон, розташованого на північний схід від Ліверпула.
В 1898 році німецька експедиція Карла Хуна на кораблі «Вальдівія» протягом місяця ретельно вивчала цей район. Вона знайшла лише один острів і зробила висновок, що мис Обрізання Господнього, острів Ліндсея й острів Ліверпул — це один і той же острів, який було названо островом Буве. Виміряючи довготу острова, Буве помилився на 250 км. Експедиції Хуна також не вдалося висадитися на берег.
Перше тривале перебування на острові здійснила в 1927 році команда норвезького судна «Норвегія». Експедиція з капітаном Гаральдом Горнтведтом на чолі залишалася на острові протягом місяця; ця подія стала підставою для норвезьких претензій на острів. 1 грудня 1927 року було проголошено приєднання острова до Норвегії, яке було затверджено королівським декретом 23 січня 1928 року. Наступного року Велика Британія відмовилася від своїх претензій на острів на користь Норвегії. В 1930 році в Норвегії був прийнятий закон, який оголошував острів залежною територією, на яку розповсюджується суверенітет королівства, але яка не входить до складу королівства.
В 1964 році на березі був знайдений рятувальний човен з деякими припасами, але доля пасажирів човна так і залишилася невідомою.
В 1971 році острів і море навколо було проголошено природним заповідником. Острів залишається безлюдним; в 1977 році на ньому була влаштована метеостанція, яка працює в автоматичному режимі.
22 вересня 1979 року один з американських супутників-шпигунів «Vela» зареєстрував в океані між островом Буве та островами Принц Едвард подвійний спалах, подібний до випробування ядерного заряду малої потужності. Ця подія отримала назву «інцидент Вела». Жодна країна не взяла відповідальність за цю подію; в проведенні ядерних випробувань підозрювалися Південна Африка, Ізраїль і Тайвань. Деякі деталі цього інциденту й досі зостаються нез'ясованими.
Попри безлюдність, острів Буве має власний інтернет-домен першого рівня .bv; зараз він законсервований.

## Цікаві дрібниці
- На острові Буве розгортаються події фільму «Чужий проти Хижака», знятого в 2004 році.
- Належність острова Буве за невідомих причин не відзначалася на радянських географічних картах.